# Paulo IV de Constantinopla
Paulo IV de Constantinopla, também conhecido como Paulo, o Novo ou Paulo IV Cipriota, foi o patriarca de Constantinopla entre 780 e 784 d.C. Apesar de ortodoxo, ele escondeu sua posição e se associou com os iconoclastas, mas - arrependido - foi um dos que clamaram pela realização de um concílio ecumênico para a endereçar a controvérsia iconoclasta.

## Patriarcado e renúncia
Foi eleito patriarca já em idade avançada durante o reinado do imperador bizantino Leão IV, o Cazar. Com diversos iconoclastas em posições de poder, ele percebeu que não consegueria restaurar a iconodulia, se aposentou e se retirou secretamente para um mosteiro.
Quando a imperatriz Irene e seu filho Constantino VI vieram pedir-lhe conselhos, ele indicou Tarásio, que era um administrador leigo na época, como seu sucessor. Ele terminou seus dias como um monge.
Tarásio acabaria realizando o Segundo Concílio de Niceia em 787 d.C., que resolveria a questão iconoclasta por um tempo.